# Équipe de Grande-Bretagne de football américain
L'équipe de Grande-Bretagne de football américain représente la Fédération britannique de football américain lors des compétitions internationales, comme le Championnat d'Europe de football américain depuis 1987.

## Palmarès
Coupe du monde de football américain
- 1999 : non inscrit
- 2003 : non inscrit
- 2007 : non inscrit

Championnat d'Europe de football américain
- 1987 : Demi-finaliste. Éliminé par l'Italie 9-6.
- 1989 :  Médaille d'or. Vainqueur en finale de la Finlande 26-0.
- 1991 :  Médaille d'or. Vainqueur en finale de la Finlande 14-3.
- 1993 : non inscrit
- 1995 : non inscrit
- 1997 : Demi-finaliste. Éliminé par la Finlande 24-6.
- 2000 : Demi-finaliste. Éliminé par la Finlande 34-9.
- 2001 : Demi-finaliste. Éliminé par l'Allemagne 8-0.
- 2005 : Demi-finaliste. Éliminé par l'Allemagne 34-0.

## Sources
- Encyclopédie du football américain